# 阿部彩
阿部 彩（あべ あや、1964年 - ）は、日本の経済学者、社会政策学者。東京都立大学教授。

## 来歴
東京都生まれ。高校一年で渡米。マサチューセッツ工科大学卒業。タフツ大学フレッチャー法律外交大学院修士号・博士号取得。国際連合、海外経済協力基金を経て、1999年、国立社会保障・人口問題研究所国際関係部第2室長、同研究所社会保障応用分析研究部部長。2011-13年内閣官房社会的包摂推進室企画官（併任）。2015年首都大学東京教授。双子の男の子の母。
厚生労働省社会保障審議会臨時委員（生活保護基準部会）、国家戦略室フロンティア分科会幸福のフロンティア部会長、内閣府男女共同参画会議専門委員。

## 著書
- 『子どもの貧困 日本の不公平を考える』岩波新書 2008
- 『弱者の居場所がない社会 貧困・格差と社会的包摂』講談社現代新書 2011
- 『子どもの貧困 2 (解決策を考える) 』岩波新書 2014

### 共著
- 『生活保護の経済分析』國枝繁樹・鈴木亘・林正義共著 東京大学出版会 2008
- 『大震災と子どもの貧困白書』「なくそう!子どもの貧困」全国ネットワーク編 湯澤直美,小野寺けい子,賀屋義郎,丹波史紀,田中孝彦共編著 かもがわ出版 2012
- 『不安社会を変える 希望はつながる市民力』暉峻淑子,宇都宮健児,篠藤明徳共著 かもがわ出版 希望シリーズ 2013
- 『下流中年 一億総貧困化の行方』雨宮処凛,萱野稔人,赤木智弘,池上正樹,加藤順子共著 SB新書 2016